# Ludwig von Herbeville
Ludwig von Herbeville (en francés: Louis d'Erbéville, 1635-24 de octubre de 1709) fue un feldmarschall del ejército Imperial austríaco.

## Biografía
La familia Herbeville era originaria de Lorena. Con el rango de coronel, estaría, en 1683, al mando del Regimiento de Dragones de Coburg, con el que fue desplegado frente a la ciudad durante el segundo asedio turco de Viena. También luchó contra los otomanos en la Gran Guerra Turca en Hungría, donde se distinguiría varias veces. En 1688 fue ascendido a sargento general de campo, en 1692 a teniente mariscal de campo y en 1700 a general de caballería.
Como parte de la guerra de sucesión española, comandó un cuerpo en la frontera de Bohemia en 1702 y capturó Amberg en 1703. Un año más tarde tomó Stadtamhof y Straubing. Ese mismo año, fue ascendido a feldmarschall y comandante en jefe en Hungría. En el levantamiento, derrotó a los kuruc de Francisco Rákóczi II en dos batallas en 1705.
Herbeville luego se trasladaría a Transilvania para apoyar a Jean-Louis de Bussy-Rabutin, quien estaba en una difícil situación. Relevó del asedio a Nagyvárad y venció el 11 de noviembre de 1705 en Hermannstadt. Logró apoderarse de Kolozsvár y otras plazas fuertes de la región. Junto con Bussy-Rabutin, convocó a los Estados de Transilvania en Sibiu para rendir homenaje al emperador.
En 1706 dimitió del mando por motivos de edad. Herbeville fue el primer laico enterrado en la cripta del capítulo de la Catedral de Nuestra Señora de Múnich.